# بکوردل-بکور
بکوردل-بکور (به فرانسوی: Bécordel-Bécourt) یک کمون در فرانسه است که در دپارتمان  سم در او-دو-فرانس واقع شده‌است. بکوردل-بکور ۳٫۵۷ کیلومتر مربع مساحت و ۱۶۴ نفر جمعیت دارد و ۵۶ متر بالاتر از سطح دریا واقع شده‌است.